# Rejon lipowiecki
Rejon lipowiecki – utworzona w 1923 a zniesiona w 2020 jednostka administracyjna w składzie obwodu winnickiego Ukrainy.
Miał powierzchnię 970 km² i liczył około 44 tysięcy mieszkańców. Siedzibą władz rejonu był Lipowiec. W związku z reformą administracji w 2020 rejon lipowiecki został włączony do rejonu winnickiego.
W skład rejonu wchodziły: 1 miejska rada (lipowiecka), 1 osiedlowa rada (turbowska) oraz 25 silskich rad, obejmujących 50 wsi i 7 osad.

## Miejscowości rejonu
- Bereczówka (Берестівка)
- Biała[2] (Біла)
- (Білозерівка)
- (Богданівка)
- Bryckie[3] (Брицьке)
- Chorosza (Хороша)
- (Червона Зірка)
- Czuprynówka (Чупринівка)
- Hanniwka[4][5] (Ганнівка)
- (Гордіївка)
- (Іваньки)
- (Ясенецьке)
- Jasienki[6] (Ясенки)
- (Кобильня)
- (Козинці)
- (Конюшівка)
- Karolówka[7] (Королівка)
- Kosakówka (Косаківка)
- (Костянтинівка)
- (Коханівка)
- (Ксаверівка)
- Lipowiec (Липовець)
- (Липовець) osada
- (Лозувата)
- (Лукашівка)
- Napadówka (Нападівка)
- (Нарцизівка)
- Nowa Przyłuka (Нова Прилука)
- (Нове)
- (Олександрівка)
- (Петрівка)
- (Пилипенкове)
- (Підлісне)
- (Пісочин)
- (Попівка)
- (Приборівка)
- (Росоша)
- (Свердлівка)
- (Сиваківці)
- Skytka (Скитка)
- Sławna (Славна)
- (Соболівка)
- Stara Przyłuka (Стара Прилука)
- (Струтинка)
- Teklinówka (Теклинівка)
- (Тельмана)
- (Троща)
- Turbów[3] (Турбів)
- (Улянівка)
- Szynderówka[3] (Шендерівка)
- (Щаслива)
- Wachnówka[3] (Вахнівка)
- (Вербівка)
- (Вернянка)
- Wijtiwci[8] (Війтівці)
- (Вікентіївка)
- (Зозів)
- (Зозівка)
- (Журава)